# Agostino Valier
Agostino Valier (né à Venise, Italie, le 7 avril 1531 et mort à Rome le 23 mai 1606) est un cardinal italien du XVIe siècle.

## Repères biographiques
Agostino Valier naquit à Venise le 7 avril 1531, d'une illustre famille vénitienne. Après avoir fait ses cours, il s'appliqua avec un soin particulier à la langue latine et aux études ecclésiastiques. Il devint, en 1558, lecteur de philosophie à l'École du Rialto.
En 1565 il est élu évêque de Vérone (en succédant à son oncle Bernardo Navagero), où il applique les décrets du concile de Trente. Agostino  Valier est préfet de la Congrégation de l'Index. Le pape Grégoire XIII le crée cardinal lors du consistoire du 12 décembre 1583.
Le cardinal Valier ne participe pas au conclave de 1585, lors duquel Sixte V est élu pape. Il participe aux conclaves de 1590 (élection d'Urbain VII et de Grégoire XIV), au conclave de 1591 (élection d'Innocent IX) et à celui de 1592 (élection de Clément VIII) et aux deux conclaves de 1605 (élection de Léon XI et Paul V). En 1605 il est appelé à Rome, pour exercer des fonctions au sein de la Curie romaine.
L'interdit lancé par Paul V contre les Vénitiens l'affecta au point qu'il mourut de chagrin le 24 mai 1606.

## Œuvres
- De cautione adhibenda in edendis libris, Padoue, 1719, in-4°. Ce livre, qui fut publié plus d'un siècle après la mort de l'auteur, contient un catalogue de ses ouvrages, tant imprimés que manuscrits.
- Rhetorica ecclesiastica ; cet ouvrage latin, comme la plus grande partie de ceux de Valier, fut traduit en français par l'abbé Dinouart, Paris, 1750, in-12. Il eut sept éditions du vivant de l'auteur.
- Memoriale di Agostino Valiero sopra gli studi a un senatore convenienti, etc., Venise, 1803, in-4°, publié par Iacopo Morelli.